# Charles Diehl
Charles Diehl (n. 4 iulie 1859, Strasbourg, Franța – d. 1 noiembrie 1944, Paris, Franța) a fost un istoric francez, specialist al Imperiului Bizantin.

## Biografie
Elev al Școlii Normale Superioare din Paris (1878-1881), membru al Școlii Franceze din Roma (1881-1883) și al Școlii Franceze din Atena, Charles Diehl a fost profesor de istorie bizantină la Sorbona. În anul 1910, a devenit membru al Académie des inscriptions et belles-lettres, însă a fost învins, în 1935 de scriitorul și chirurgul Georges Duhamel, la alegerea pentru ocuparea fotoliului numărul 30 al Academiei Franceze.
Moștenirea sa a fost culeasă de fostul său elev Louis Bréhier (1868-1951).

## Lucrări
- L'Afrique byzantine (1896)
- Botticelli (1900)
- Justinien et la civilisation byzantine au VIe siècle (1901)
- Études byzantines (1903)
- Théodora, impératrice de Byzance (1904)
- Figures Byzantines (1906-1908)
- Palerme & Syracuse (1907)
- Excursions archéologiques en Grèce (1908)
- Venise (1915) (Flammarion, première édition)
- Histoire de l'Empire Byzantin (1919)
- Byzance, grandeur et décadence (1919)
- Jérusalem (1921)
- Manuel d'art byzantin (1926)
- Choses et gens de Byzance (1926)
- Une république patricienne: Venise (1928)
- L'Art chrétien primitif et l'art byzantin (1928)
- La Peinture byzantine (1933)
- Constantinople (1935)
- Les Grands Problèmes de l'Histoire Byzantine (1943)
- La république de Venise - Flammarion 1967

### Lucrări traduse în limba română
- Figuri bizantine, traducere de Ileana Zara; prefață și tabel cronologic de Dan Zamfirescu, vol. 1 și 2, Colecția Biblioteca pentru toți, 513-514, Editura pentru literatură, București, 1969